# Південне Таганчанське (заповідне урочище)
Півде́нне Таганча́нське — заповідне урочище місцевого значення в Черкаському районі Черкаської області.

## Опис
Заповідне урочище площею 1173 га розташовано на південній околиці с. Таганча у кв. 11-16, 18-20, 22, 28-32 Таганчанського лісництва державного підприємства «Корсунь-Шевченківське лісове господарство».
Як об'єкт природно-заповідного фонду створено рішенням Черкаського облвиконкому від 19.03.1976 р. № 177.
На території заповідного урочища зростають красиві ландшафтні насадження дуба черешчатого, граба звичайного, ясена звичайного. Це територія мешкання корисної мисливської фауни.